# Șapsâg
Șapsâg sau „șapsug” (în limba adâghee: Шапсыгъ sau Шапсыгъ-адыгэ), în rusă:Шапсуги,în turcă: Șapsığlar, în arabă: الشابسوغ, în ebraică: שפסוגים) este un mic grup subetnic cerkez de vest, una din cele douăsprezece seminții cerkeze. În trecut au fost unul din cele mai puternice triburi adâgheie. Ei au locuit în nordul coastei caucaziene a Mării Negre, în nord-vestul Caucazului, unde supraviețuiesc mai ales în raionul Tuapse (Tuapsinski) din Ținutul Krasnodar, în microraionul Lazarevski pe litoralul Mării Negre de lângă orașul Soci și în statul autonom cerkez Republica Adâgheia, care cuprinde o mică parte din așa numita Cirkasie istorică. O ramură a șapsâgilor se numesc hakuci.

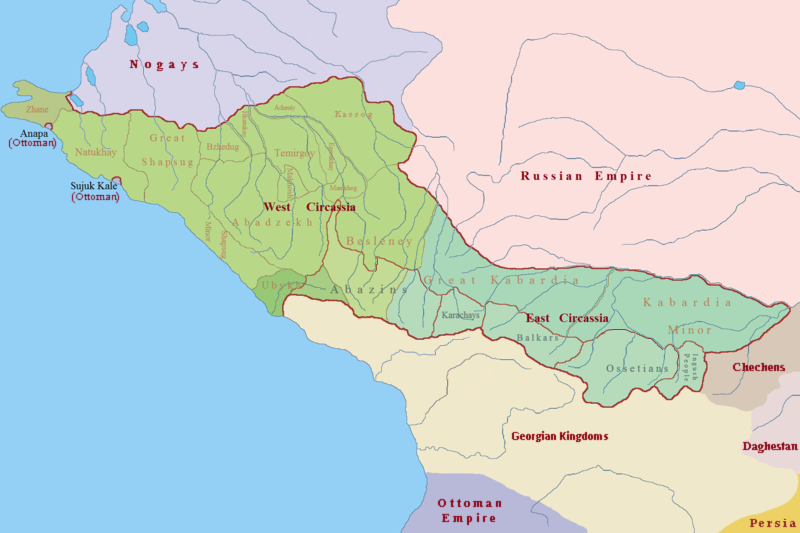
Cirkasia în jurul anului 1750. Șapsâgii trăiau în Cirkasia de vest

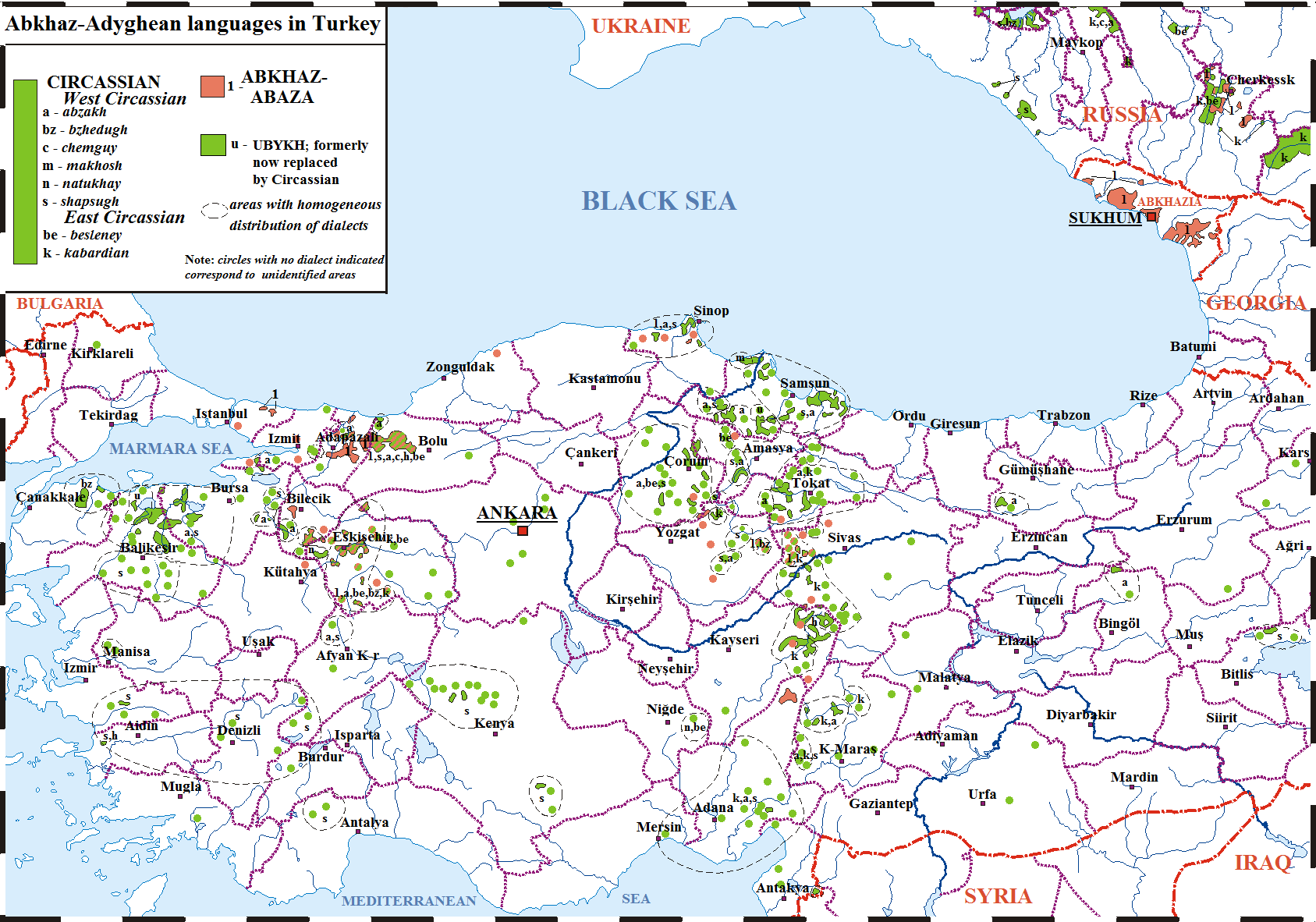
Minoritățile cerkeze și abhaze-abaze în Turcia modernă

În Rusia numărul populației șapsâge era în anul 1926 de circa 4.000. Recensământul populației din Federația Rusă din anul 2002 a indicat un număr de 3.231 șapsâgi. În zilele noastre principalele comunități șapsâge se găsesc în Turcia, Iordania, Israel, de asemenea în Irak, Siria, în unele țări din vestul Europei și în Statele Unite.
În Turcia șapsâgi s-au stabilit, între altele, în satul Ahlat din raionul Artvin și în zona Bitlis, unde mai locuiesc încă în satul Adilcevaz.
În Iordania locuiesc cerkezi la Amman, la Naur, Marj Al-Hamam, Wadi Al Seer. 
Și locuitorii satului cerkez Kfar Kama din Israel sunt urmași ai cerkezilor șapsâgi care au fost izgoniți în timpul cuceririi Caucazului de care armata rusă în anul 1864.Șapsâgi au fost și primii cerkezi stabiliți în actuala capitală iordaniană Amman iar zona unde s-au stabilit este considerată cel mai vechi cartier și centrul orașului. La Amman s-au stabilit ulterior și cerkezi din alte triburi, precum kabardini, abhazi și bjedugh. În Republica Adîgheia șapsâgii locuiesc mai ales in raioanele Tahtamukaiski și Teucejski. Ei sunt recenzați de obicei ca adâghei sau cerkezi, după ce în perioada sovietică șapsâgii nu erau mentionați ca group subetnic în recensăminte. 
La recensământul populației Rusiei din anul 2002 3.200 persoane s-au declarat șapsâgi. În 2010 - 3.900. Totuși numărul șapsâgilor deste desigur mai mare, din pricina declarării lor ca adâghei pe teritoriul Republicii Adâgheia și ca cerkezi sau adâghei în Rusia, pe litoralul Mării Negre.

### Limba
Șapsâgii vorbesc un dialect al limbii adâgheie, numit șapsâga adâgheie.
Înainte de risipirea cerkezilor in Diaspora, șapsâga avea două subdialecte 
După exil s-au diferențiat subdialecte diferite în fiecare comunitate. De exemplu șapsâga din Kfar Kama caracterizează pe locuitorii din satul cerkez Kfar Kama din Israel. Hakâcii au propriul lor subdialect.
În timpul administrației sovietice începând din anii 1930 limba adâgheie a fost scrisă cu un alfabet chirilic.

### Religia
De la începuturile secolului al XIX-lea, șapsâgii au adoptat islamul sunit, în versiunea hanefită 
În 1952 s-a construit în raionul Tahtamuiski un rezervor de apă cunoscut ca Rezervorul Șapsugskoe , deoarece se afla într-o arie care a fost locuită de șapsâgi din moși strămoși și care este o parte din ceea ce se numește Șapsugia istorică.

## Istoria
Istoria antică a strămoșilor triburilor adâgheie, inclusiv a șapsâgilor, este ilustrată de vestigii arheologice ale Culturii Maikop, ale culturii dolmenilor din Caucazul de Nord și ale Culturii Meotice. Multe din ele sunt depozitate în muzee din Adâgheia, Rusia și alte țări.
Numele șapsâgi ar veni de la trei familii vechi care au trăit în zona rîului Șapskha.
Șapsâgii erau unul din grupurile cele mai însemnate de așa numiți adâghei de pe litoralul Mării Negre (în rusă - „Pricernimorskie adâghi”) și în bazinul râului Kuban. Ei locuiau în așa numita Șapsâgia mică (în rusă - Malâi Șapsug) la vestul de Munții Caucaz, între rîurile Adagum și Șapsuha sau între Djusgba sau Djâbghie (adică Vânturi sau Valea Vânturilor) și Șahe, dar și în Șapsâghia mare (Bolșoi Șapsug) - ariile muntoase la sud de lanțul Munților Caucaz, între râurile Pșada și Șahe și de-a lungul rîurilor Anthir, Abin, Afips, Vulan, Șepș etc. 
Cercetători contemporani ca A.A.Maksidov, A.I.Cirg, au găsit dovezi ale unui comerț prosper al Șapsâgiei vechi atât în Caucaz, cât și cu Anatolia vecină. 
Ei au fost menționați pentru prima oară prin anii 1720 când s-au luptat, alături de ceilalți adâghei, cu Hanatul tătarilor din Crimeea. În bătălia de pe rîul Pșadi ei i-au înfrânt pe invadatorii tătari și l-au luat prizonier pe hanul Devlet al III-lea Ghirai. 
Documente ruse din 1743 amintesc de poporul „șapse” vecin cu cel al abazilor. 
În prima jumătate a secolului al XVIII-lea s-au islamizat și au devenit musulmani suniți atât de fanatici, încât au atacat pe natuhaii vecini (nathokuagi), care rămăseseră creștini, le-au confiscat crucile și le-au ars. Conflictul dintre cele două populații cerkeze a durat circa 20 ani, timp în care și natuhaii au trecut la represalii și au ars moschei ale șapsâgilor. Pașalele din Anapa au depus mari eforturi pentru a împăca triburile adverse.
Se consideră că șapsâgii au ajuns să numere circa 150,000-300,000 înaintea Războiului din Caucaz.
Societatea șapsâgă era divizată în patru principale categorii sociale: nobili, numiți vuorki, țărani mijlocași („torlokotli”), țărani („pșitli”) și sclavi („unauti”).
Existau uniuni de comunități numite „psuho” și comunități numite „habla”.
Au existat în rândurile lor conflicte sociale în care poporul s-a ridicat contra privilegiilor nobililor, și în cele din urmă adunările obștești le-au anulat.    
La sfârșitul secolului al XVIII-lea nobilimea a încercat să impună păturilor sărace iobăgia. După un incident în care nobili din familia de aristocrați Șeretlok au atacat niște negustori care țineau de o comunitate rivală, iar un nobil din această familie a fost, drept represalii ,la rândul lui insultat și jefuit de niște oameni din pătura de jos, a izbucnit o luptă fățișă între nobilime și restul poporului. Familia Șeretlok s-a refugiat la tribul bzeduhilor, iar în 1793 membri ai ei au plecat la Petersburg , unde au cerut împărătesei Ecaterina a II-a a Rusiei să le trimită în ajutor o trupă de cazaci.  
În anul 1796 familia Șeretlok, împreună cu bzeduhii și cu 300 cazaci de la Marea Neagră prevăzuți cu un tun, au izbutit să înfrângă oastea țărănească șapsâgă
în Lupta de pe Bziuk. Luptele au mai continuat multă vreme, provocând vărsări de sânge și pagube materiale atât șapsâgilor cât și bzeduhilor. În cele din urma clanul Șeretlok s-a împăcat cu poporul său, renunțând la impunerea iobăgiei, și a revenit în patrie, cu excepția lui Ali Sultan, care a rămas pe țărmul Mării Negre, unde a întemeiat o staniță cerkeză numită Grivenskaia. 
În vremea Războiului caucazian triburile cerkeze, inclusiv șapsâgii, care aveau renumele de invincibili, s-au numărat printre cei mai înverșunați în rezistența opusă invadatorilor ruși, din 1859 în cadrul alianței de sub conducerea imamului Șamil. La sfârșitul anului 1860 s-a ținut adunarea - medjlis - care a consfințit unirea șapsâgilor, a abzahilor (abadzeh), ubâhilor și a natuhailor.
Șapsâgii au fost ultimul popor care s-au supus rușilor la finele lungului Război caucazian din anii 1763-1864
În anul 1864, fiind înfrânți,  majoritatea șapsâgilor, împreună cu celelalte seminții adâgheie, au fost nevoiți să se refugieze în Turcia, unde in parte s-a asimilat la națiunea turcă.  Unii din cei rămași au mai continuat o rezistență sporadică până în anii 1880. În Caucaz au rămas doar circa 5.000, pământurile lor fiind în cea mai mare parte colonizate cu slavi - mai ales ruși și ucraineni, armeni și greci. 
După prăbușirea Imperiului Rus și Revoluția bolșevică, în anul 1924, în cadrul Republicii Federative Sovietice Socialiste Ruse a luat ființă un Raion național șapsâg cu centrul la Tuapse, ulterior în satele Krasnoaleksandrovskoie (Kalej) și Lazarovskoie. În 1945 el a devenit Raionul Lazarevski din cadrul Ținutului Krasnodar, din 1961 sub numele de Raionul Lazarevski al orașului Soci. În anii destrămării regimului comunist sovietic, la primul congres al poporului șapsâg reunit în anul 1990 s-a adoptat o declarație cu privire la reconstituirea unui Raion național șapsâg.
Acesta  a fost reinființat la 12 iunie 1992 prin hotărârea Prezidiului  Tribunalului Suprem al Federației Ruse.
După evaluări statistice, doar circa 2000-3000 au rămas în ținuturile natale. Numărul lor la recensământul sovietic din anul 1926 era de 4000.
La recensământul din anul 2002 din Rusia au fost înregistrați 3200 șapsâgi, iar la cel din 2010 - 3900. Totuși, se crede că numărul lor era mai mare, pentru că în timpul regimului sovietic o mare parte din șapsâgi s-au declarat cerkezi sau adâghei.
În zilele noastre, șapsâgii  sunt al treilea trib ca pondere în rândurile cerkezilor din lume, după kabardini și după abzahi. Ei reprezintă cea mai însemnată comunitate cerkeză din Israel (4000 locuitori), a treia ca importanță din Turcia, a doua sau a treia din Iordania (dupa abzahi și la egalitate cu kabardinii) și a cincea din Rusia.                 

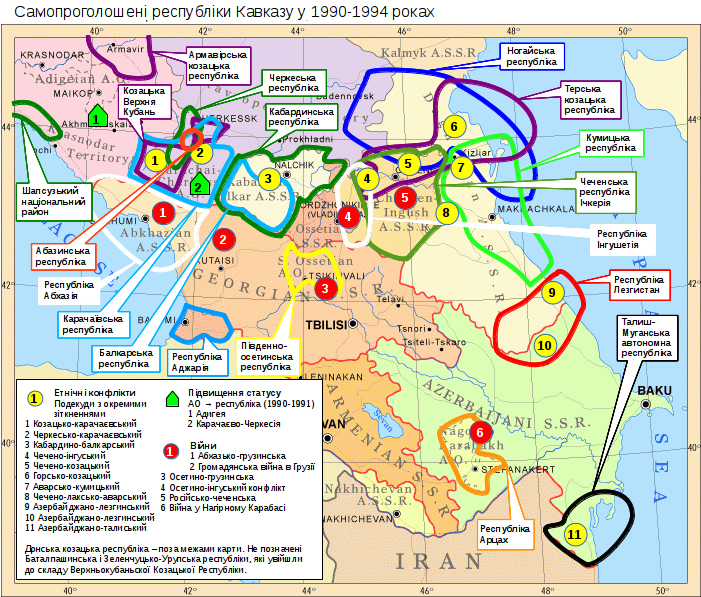
Popoarele din Caucaz in anii 1990-1994. La nord-vest, în apropierea orașului Soci se poate remarca Raionul național șapsâg